# Mettmenstetten
Mettmenstetten é uma comuna da Suíça, no Cantão Zurique, com cerca de 3.916 habitantes. Estende-se por uma área de 13,11 km², de densidade populacional de 299 hab/km². Confina com as seguintes comunas: Aeugst am Albis, Affoltern am Albis, Kappel am Albis, Knonau, Maschwanden, Obfelden, Rifferswil.
A língua oficial nesta comuna é o Alemão.